# 宇治市立南部小学校
宇治市立南部小学校（うじしりつ なんぶしょうがっこう）は、京都府宇治市五ヶ庄にある公立小学校。宇治川の右岸に位置する立地条件である。

## 沿革
東宇治地域の児童数急増と宇治小学校のマンモス校化に対応するため、12番目の市立小学校として開校した。宇治小学校と莵道小学校から編入した児童を中心に、447人、14クラスでスタートした。1971年4月の開校当初、現在地にある本校舎は未完成の状態で、本校舎完成まで宇治小学校のグラウンドに設置されたプレハブ校舎を使用した。「建設予定地は決定していたが、人口急増対策に振り回されて南部小学校の建設に手が回らなかったため」とされたが、宇治小学校のプレハブ仮校舎建設も工事が遅れ、ほとんど未完成のまま開校する異例の事態を迎えた。保護者などからは「市は無計画すぎる」などの批判が寄せられた。プレハブ仮校舎の完成は数か月後となり、南部小学校の本校舎（現在地）への移転実現は、翌年2月まで待たねばならなかった。本校舎への移転後も、児童数増加に併せて増築が繰り返されていくなど、人口急増の影響を大きく受けた小学校である。

### 年表
- 1971年4月 - 宇治市立宇治小学校の校内に仮開校
- 1972年2月 - 現在地に移転
- 1973年 - プール竣工。校舎を増築
- 1975年 - 校歌を制定。校舎を増築
- 1976年 - 校舎を増築
- 1979年 - 校舎を増築
- 1996年 - 大規模改造工事竣工
- 2000年 - 大規模改造工事竣工
- 2003年 - 給食室を改造。大規模改造工事竣工

## 主な進学先
- 宇治市立東宇治中学校

## 校区内の主な施設
- 京都大学宇治キャンパス
- アルプラザ宇治東店
- DCMダイキ宇治東店

## 交通アクセス
- 奈良線 黄檗駅下車
- 京阪宇治線三室戸駅または黄檗駅下車

## 著名な出身者
千葉真子
高原祐一（実業家）

## 通学区域が隣接している学校
- 宇治市立岡屋小学校
- 宇治市立宇治小学校
- 宇治市立三室戸小学校
- 宇治市立菟道小学校
- 宇治市立槇島小学校
- 宇治市立北槇島小学校